# ピーター・サルナック
ピーター・サルナック（Peter Sarnak, 1953年12月18日 - ）は南アフリカ共和国、アメリカ合衆国の数学者。プリンストン大学教授、クーラント研究所教授。専門は数論。
業績として
サルナック予想の提起によるセルバーグ予想への貢献。サルナック予想への貢献。それに伴い数論とスペクトルの関係から数論的量子カオスを導入した。数論的量子カオスのニック・カッツとの共同研究によるリーマン予想への貢献。ほかにランダム行列の固有値問題、スペクトル幾何学、エルゴート理論など

## 略歴
- 1953年 - 南アフリカ共和国のヨハネスブルグに生まれる
- 1974年 - ウィトウォーターズランド大学卒業
- 1980年 - スタンフォード大学のコーエンのもとで博士号を取得
- 1980年 - クーラント研究所助教授に就任
- 1983年 - 同研究所準教授に就任
- 1987年 - スタンフォード大学教授に就任
- 1991年 - プリンストン大学教授に就任
- 2001年 - クーラント研究所教授に就任(プリンストン大学と兼任)
- 2002年 - 王立協会フェロー選出

## 受賞歴
- 1998年 - 産業応用数学会よりポーヤ賞
- 2001年 - オストロフスキー財団よりオストロフスキー賞
- 2003年 - アメリカ数学会よりコナント賞
- 2005年 - アメリカ数学会よりコール賞
- 2014年 - ウルフ財団よりウルフ賞数学部門
- 2019年 - 王立協会よりシルヴェスター・メダル
- 2024年 - ショウ賞数学部門